# Нижня Мишля
Нижня Мишля, Ніжна Мишля (словац. Nižná Myšľa) — село в окрузі Кошиці-околиця Кошицького краю Словаччини. Площа села 12,61 км². Станом на 31 грудня 2016 року в селі проживало 1700 жителів.

## Історія
Перші згадки про село датуються 1270 роком.

## Населення
| Рік:            | 1994. | 2004.    | 2014.    | 2024.   |
| --------------- | ----- | -------- | -------- | ------- |
| Кількість осіб: | 1216  | 1394     | 1678     | 1615    |
| Різниця:        |       | +14,63 % | +20,37 % | -3,75 % |

| Рік:            | 2023. | 2024.   |
| --------------- | ----- | ------- |
| Кількість осіб: | 1617  | 1615    |
| Різниця:        |       | -0,12 % |